# ساندرين بيسون
ساندرين بيسون هي ممثلة كندية، ولدت في 22 يونيو 1975 في مدينة كيبك في كندا.

## أعمال

### أفلام
- (2009) 1981

## وصلات خارجية
- الموقع الرسمي
- ساندرين بيسون على موقع IMDb (الإنجليزية)
- ساندرين بيسون على موقع ألو سيني (الفرنسية)
- ساندرين بيسون على موقع أول موفي (الإنجليزية)
- ساندرين بيسون على موقع قاعدة بيانات الفيلم (الإنجليزية)
- ساندرين بيسون على موقع كينوبويسك (الروسية)